# میدل‌کوپ
میدل‌کوپ (به هلندی: Middelkoop) یک منطقهٔ مسکونی در هلند است که در زیدریک واقع شده‌است. میدل‌کوپ ۴۰۰ نفر جمعیت دارد.